# Анна Горностай
Анна Горностай (пол. Anna Gornostaj; нар. 23 лютого 1960, Варшава, ПНР) — польська акторка театру та кіно.

## Вибіркова фільмографія
- Золото дезертирів (1998)
- Молоді вовки (1995)
- Попередження (1986)

## Ланки
- Анна Горностай на сайті IMDb (англ.)
- Анна Горностай на сайті Filmweb.pl (пол.)
- Анна Горностай на сайті  filmpolski.pl (пол.)